# Nueva Esparta
Nueva Esparta és un dels 23 estats en què és dividida Veneçuela. La capital de l'estat és La Asunción. Es compon de: Illa Margarita, Coche, i la deshabitada Cubagua.
L'estat és el més menut en la zona, i està situat molt prop del nord-est de la costa del caribenya de Veneçuela. És l'únic estat insular de Veneçuela. El seu nom prové de l'heroisme demostrat pels seus habitants durant la Guerra de la Independència de Veneçuela, considerada similar a la d'Esparta pels soldats de l'antiga Grècia. La principal illa de Margarida per si sola té una superfície de 934 km². En 1909 l'Estat es va constituir i en 1947 l'illa de Cubagua es va afegir. La seua capital és L'Assumpció, però el principal centre urbà és Porlamar. Altres ciutats importants són Juan Griego, Pampatar (casa de l'Autoritat Portuària), Punta de Piedras, San Juan Bautista, Las Guevaras, Les Hernández, Villa Rosa, Bella Vista (Margarita), El Valle del Espíritu Santo.
Nueva Esparta fou també el nom d'un Destructor Classe, és el líder de 1a Divisió de Destructors, una construcció britànica per a les forces navals de Veneçuela en els anys 50.

## Història
Fundada en 1525, la Província de Margarita fou de les més antigues que en 1777 van formar el Puesto de Capità General de Veneçuela. Va ser depenent de la Real Audiència de Santo Domingo fins a 1739, quan va ser annexat al Virreinato de Nova Magrana (Virreinato de Nueva Granada). En 1821, quan la Gran Colòmbia va ser creada, la província de Margarita es va integrar al Departament de l'Orinoco, juntament amb altres regions. Quan la República de Veneçuela va sorgir en 1830, va ser una de les seues 13 províncies originals. En 1864, quan el país fou dividit en 20 estats i un Districte Federal, Margarita va prendre el nom de Estado de Nueva Esparta. En 1881 el seu estat va ser canviat a ser una mera secció del Gran Estado de Guzmán Blanco (anomenat Miranda de 1889 a 1898). En 1901, dos anys després l'autonomia dels estats va ser restituïda, van reprendre el nom de Nueva Esparta, però va perdre de nou entre 1904 i 1909, període en el qual es va incloure en el Districte Federal com "Sector Oriental". Finalment, en 1909 es va recuperar la seua condició d'Estat, i en 1948 s'annexa el territori de l'illa de Cubagua.

## Municipis i seus municipals
1. Antolín del Campo (Plaza Paraguachi)
2. Arismendi (La Asunción)
3. Díaz (San Juan Bautista)
4. García (El Valle del Espíritu Santo)
5. Gómez (Santa Ana)
6. Maneiro (Pampatar)
7. Marcano (Juan Griego)
8. Mariño (Porlamar)
9. Península de Macanao (Boca del Río)
10. Tubores (Punta de Piedras)
11. Villalba (San Pedro de Coche)

## Taula Municipal
| Antolín del Campo              | 66    | 20,325  | La Plaza de Paraguachí      |
| Arismendi                      | 55    | 23,097  | La Asunción                 |
| Díaz                           | 141   | 47,257  | Parroquia San Juan Bautista |
| García                         | 89    | 45,606  | El Valle del Espíritu Santo |
| Gómez                          | 91    | 30,237  | Santa Ana                   |
| Maneiro                        | 38    | 35,400  | Pampatar                    |
| Marcano                        | 43    | 28,256  | Juan Griego                 |
| Mariño                         | 39    | 84,534  | Porlamar                    |
| Macanao1)                      | 320   | 20,935  | Boca de Río                 |
| Tubores2)                      | 207   | 29,962  | Punta de Piedras            |
| Villalba3)                     | 61    | 8,242   | San Pedro de Coche          |
| Nueva Esparta                  | 1,150 | 373,851 | La Asunción                 |
| 1) la península occidental     |       |         |                             |
| 2) incloent l'illa Cubagua     |       |         |                             |
| 3) coincidint amb l'illa Coche |       |         |                             |